# リメインズ 美しき勇者たち
『リメインズ 美しき勇者たち』（リメインズ うつくしきつわものたち、Yellow Fangs）は、1990年の日本映画。監督：千葉真一、製作：松竹・サニ千葉エンタープライズ・JTB・京都映画、主演：真田広之。ジャパンアクションクラブ (JAC) 創立20周年記念作品。カラー・ワイド、107分。
1915年12月に北海道苫前町で勃発した三毛別羆事件を翻案したオリジナル作品である。人食い熊を追う若きマタギとその熊に家族を殺された娘が、ともに戦いを挑むさまを描いた物語。ヒロインを演じた村松美香が、第14回日本アカデミー賞の新人俳優賞を受賞した。

## ストーリー
大正末期。とある北国の山のふもとにある村。村人たちが次々と熊に襲われ、そのうち女ばかりが食われるという事件が多発。遠く離れた山中の集落「鷹の爪」からやってきた嘉助率いるマタギ集団は、かつて鷹の爪や周辺集落を苦しめた人食い熊の個体「アカマダラ」の仕業であると確信し、雪山を追い続ける。アカマダラは地元の鉱山開発による自然破壊で食べ物を失ったことで人里に降り、人間の女の味を占めるようになった熊で、開発の広がりに応じて新たな被害が発生したのだった。
マタギの一員・鋭冶が熊を見つけ、猟銃の狙いを定めたが、猟犬を連れた若い娘が割り込み、先にとどめを刺す。熊はアカマダラとは別の個体であった。また、娘はかつてアカマダラに両親と弟を殺されて以来、消息を絶っていた鋭冶の幼なじみ・ユキだった。ユキは復讐を誓い、女が山に入ってはいけないという村の掟を破って男装し、1人でアカマダラを追い続けていた。
マタギたちが山にいる間、アカマダラはふたたび村を襲っていた。村の女たちを避難させた嘉助は、マタギ各人がそれぞれ別々の場所で1人で待ち伏せするというリスクのある作戦を敷く。鋭冶が待ち伏せする小屋にユキが来て、「自分をおとりにしろ」と告げる。アカマダラはユキのもくろみ通り鋭冶の小屋を襲った。2人は手傷を負いながら、アカマダラを槍で貫いた。

## キャスト
- 鋭治 - 真田広之
- ユキ：村松美香（新人）[注釈 1]
- サブ（マタギ）- 黒崎輝
- 次郎（マタギ）- 真矢武
- 伍平（マタギ）- 栗原敏
- 浅吉（ユキの父）- 夏八木勲（友情出演）
- キヨ（鋭治の母）- 南田洋子
- ミツ（嘉助の娘）- 森田美樹
- マツ（ユキの母）- 奈美悦子
- ヤエ（よろず屋の妻） - 高部知子
- 関時男
- 三重街恒二
- 相馬剛三
- 高月忠
- 美田健
- 城春樹
- 村田功
- ジャパンアクションクラブ
- 高橋利道
- 益田哲夫
- 井上清和
- 関根大学
- 甲斐道夫
- 山本亨
- 卯木浩二
- 高良隆志
- 西田真吾
- 青木哲也
- 塩谷庄吾
- 夏山剛一
- 山口祥行
- 菊池香理
- 北島佐和子
- 江尻正美
- （子役）
- 杉浦明彦
- 松下絢
- 岡雄大
- 代本裕美子
- 金野隼人
- 山田裕一
- 吉見謙一
- 竹本貴志
- 警察署長 - 田中浩
- 倉持巡査 - 鈴木ヤスシ
- よろず屋 - 蟹江敬三
- 県会議員 - 長門裕之
- 嘉助（マタギの長）- 菅原文太

## スタッフ
- 監督 - 千葉真一
- 製作 - 松竹、サニ千葉エンタープライズ[注釈 1]、JTB、京都映画
- 製作 - 桜井洋三、千葉真一、石田博

- 脚本 - 佐藤繁子
- 企画協力 - 松橋功
- 撮影 - 藤原三郎
- 美術 - 梅田千代夫
- 音楽監督 - 真田広之
- 企画監修 - 深作欣二
- 照明 - 中山利夫
- 録音 - 広瀬浩一
- 編集 - 園井弘一
- 記録 - 野崎八重子
- アクション監督 - 金田治
- 助監督 - 萩谷泰夫
- 製作主任 - 高坂光幸
- プロデューサー - 清水一夫、野村芳樹、星野精三
- プロデューサー補 - 藤山顕一郎、高須準之助
- 宣伝プロデューサー - 西川昭幸、村居俊彦、華頂尚隆、清瀬明彦
- 装飾 - 佐藤昭介、安永紀征、橋本良二
- 特機効果 - 釜田幸一
- 衣裳 - 岡本房雄、藤田隆明
- メーク - 竹村浩二、野村佳世
- 特殊メーク - 江川悦子、佐和一弘、寺田高士
- 特殊造型 - 村瀬継蔵、村瀬直仁
- 猟犬調教 - 森田美樹
- 方言指導 - 相馬剛三
- 振付 - 藤間紋藏
- 調音 - 鈴木信一、林基継 (OVC)
- 効果 - 上床隆幸、藤原誠
- タイトル - 三上省治
- スチール - 遠藤功成、高岩震
- 進行 - 阿曽芳則、岡本龍也
- 音楽 - 大谷幸
- 主題歌 - 村松美香「リメインズ」（作詞・作曲：真田広之、編曲：大谷幸）
- 制作協力 - IMAGICA、パナビジョン、モールス、三穂電機、FUJI FILM、I.C.C.、ゼブラ・プラネッツ株式会社、松竹衣装、八木かつら、エクラン社、ジャパンアクションクラブ
- 撮影協力 - ニセコ町・喜茂別町・蘭越町・壮瞥町、日本エアシステム、ホテル サンパレス、ニセコいこいの村、ニセコ東山プリンスホテル、北海道ワイン株式会社、極真会館高木道場、昭和新山熊牧場、御在所ロープウェイ株式会社

## 製作
千葉真一は本作品の監督を深作欣二に依頼したが、逆に深作から「ジャパンアクションクラブ (JAC) 創立20周年記念でもあるから、自分で演出しなよ」と勧められてメガホンを握ることとなり、監督第1作となった。深作は企画監修のほか、自らの助監督を貸し出したり、撮影に立ち会うなど、千葉を後方支援している。多くのシーンで本物の熊が用いられた。熊と対峙する緊張感あふれるシーンを演出するため、役者が厚さ20ミリメートルの防弾ガラスを2枚重ねにした檻の中に入って撮影をしている。
JACからはヒロインに村松美香、マタギ役に黒崎輝・真矢武・栗原敏が配役され、アクション監督に金田治を起用、多くのメンバーが参加している。主演の真田広之は音楽監督も担当。北海道・ニセコ地域でロケーション撮影された。

## 備考
公開当時、JTBによってロケ地見学ツアーが売り出され、同社のCMでは千葉真一が来客役、村松美香が店頭スタッフ役で流された。
1992年1月17日の『金曜ロードショー』で初めてテレビ放送された。